# Вишневецкий, Александр Михайлович (ум. 1594)
Александр Михайлович Вишневецкий (ум. 1594) — крупный политический и военный деятель Речи Посполитой, литовско-русский магнат, князь Вишневецкий (1584—1594), староста черкасский и каневский (1580—1594), корсуньский, любецкий и лоевский (1584—1594).

## Биография
Происходил из крупного и знатного магнатского рода князей Вишневецких. Старший сын князя Михаила Александровича Вишневецкого (1529—1584), старосты каневского и черкасского (1559—1580), любецкого и лоевского (1584), каштеляна брацлавского (1580—1581) и киевского (1581—1584), и Эльжбеты Юрьевны Зенович. Его младшими братьями были Михаила Корибут Вишневецкий (ум. 1615), князь Вишневецкий (1594—1615), староста овруцкий (1603—1615), и Юрий (Ежи) Вишневецкий (ум. 1618), каштелян киевский (1609—1618).
В 1577-1578 годах Александр Вишневецкий участвовал в боях с крымскими татарами. Принимал участие в Ливонской войне с Русским государством. В 1580 году разорил курский и брянский уезды, захватив в плен три тысячи человек и десять тысяч голов скота.
В 1580 году Александр получил во владение от своего отца, князя Михаила Александровича Вишневецкого, староства черкасское и каневское.
В октябре 1584 года после смерти своего отца Александр Михайлович Вишневецкий унаследовал Вишневецкое княжество.
Продолжая политику своего отца, стремился расширить и увеличить территориальные владения князей Вишневецких на Украине. В 1584 году основал на юге Киевского воеводства город Корсунь и стал первым старостой корсуньским. Ещё его отец Михаил Вишневецкий получил от короля Речи Посполитой разрешение на основание города и введение магдебургского права. В том же 1584 году Александр Михайлович Вишневецкий получил во владение староства любецкое и лоевское.
В 1589 году князь Александр Михайлович Вишневецкий заложил город Чигирин, а в 1592 году получил королевский привилей на введение в Чигирине магдебургского права.
Однако основные владения Вишневецких находились на Левобережной Украине. В 1590 году польский сейм передал во владение старосте черкасскому и каневскому Александру Вишневецкому территорию Посулья, малозаселенные и пустующие земли на реке Сула. В жалованной грамоте Александр Вишневецкий получил право на строительство замков и местечек, сборы податей с новых переселенцев.
В 1591 году король Речи Посполитой Сигизмунд III Ваза разрешил князю Александру Вишневецкому построить крепость на реке Суле. Александр Вишневецкий основал город Александров на Лубенском урочище. Основанный город получил магдебургское право. Вскоре Александров был переименован в Лубны. Вскоре Лубны стали крупной крепостью и резиденцией князей Вишневецких на левом берегу Днепра. Рядом с Лубнами князь Александр Вишневецкий основал место Михайлов, которое вскоре было переименовано в Пирятин. Александр Вишневецкий добился для Пирятина магдебургское право. В 1589 году приобрел волость Мошны под Черкассами, выкупив её у князей Довмонтов.

## Отношения с казачеством
Вначале князь Александр Михайлович Вишневецкий, продолжая политику своего отца, находился в дружеских отношениях с запорожским казачеством. Князья Вишневецкие вместе с казацкими отрядами участвовали в обороне южных границ Речи Посполитой от набегов крымских татар. Однако затем Александр Вишневецкий, стремившийся к захвату новых владений, вступил в конфликт с запорожскими казаками. В 1590 году князь Александр Вишневецкий купил имение Рокитное, принадлежавшее казацкому полковнику Криштофу Косинскому и перепродал его старосте белоцерковскому князю Янушу Константиновичу Острожскому. В 1591 году Януш Острожский получил от польского короля привилей на владение захваченным имением. Полковник Криштоф Косинский, не получив защиты в суде, бежал в Запорожскую Сечь, где был избран гетманом, собрал войско и начал восстание на Украине против польско-шляхетского владычества. В 1592 году восставшие казаки и присоединившиеся к ним горожане и крестьяне захватили города Белую Церковь, Переяслав, Киев и Триполье. Восстание охватило Киевское, Волынское, Брацлавское и Подольское воеводства Речи Посполитой. По распоряжению польского короля Сигизмунда III Вазы украинские магнаты под предводительством воеводы киевского князя Константина Острожского собрали большие силы для подавления казацкого восстания. Князь Александр Вишневецкий со своими военными отрядами участвовал в подавлении восстания. В январе 1593 года в битве под селом Пятки на Волыни магнатские отряды разгромили повстанческое войско под командованием Криштофа Косинского, который с частью казаков смог отступить в Запорожскую Сечь.
В мае 1593 года казацкий гетман Криштоф Косинский возобновил восстание и во главе двухтысячного казацкого отряда выступил из Запорожья в поход на Украину. Запорожцы осадили город Черкассы, который оборонял польский гарнизон под предводительством старосты черкасского и каневского князя Александра Вишневецкого. Во время осады Черкасс Криштоф Косинский погиб. Согласно одной версии, Криштоф Косинский был убит в бою под Черкассами. По другим данным князь Александр Михайлович Вишневецкий заманил Криштофа Косинского на мирные переговоры, во время которых последний был вероломно схвачен и убит. После этого Александр Вишневецкий заключил с новое перемирие запорожскими казаками, которые прекратили мятеж, получили амнистию и право на свободный путь в Запорожскую Сечь.
В следующем 1594 году украинский князь-магнат Александр Михайлович Вишневецкий скончался, не оставив после себя детей. Владения Вишневецких перешли к его младшему брату, князю Михаилу Корибуту Вишневецкому.